# Gabrio Maria Nava
Gabrio Maria Nava (Barzanò, 17 aprile 1758 – Brescia, 2 novembre 1831) è stato un vescovo cattolico italiano.
Personaggio di spicco del periodo napoleonico in Italia, come amico del viceré Beauharneais ottenne la cattedra di Brescia, occupandosi caritatevolmente del popolo e qualificandosi sempre come perfetto mediatore tra il governo francese e la realtà della chiesa italiana. Era cugino di Federico Confalonieri del quale perorò la causa durante il periodo della Restaurazione presso il governo austriaco.

## Biografia

### I primi anni e la carriera ecclesiastica

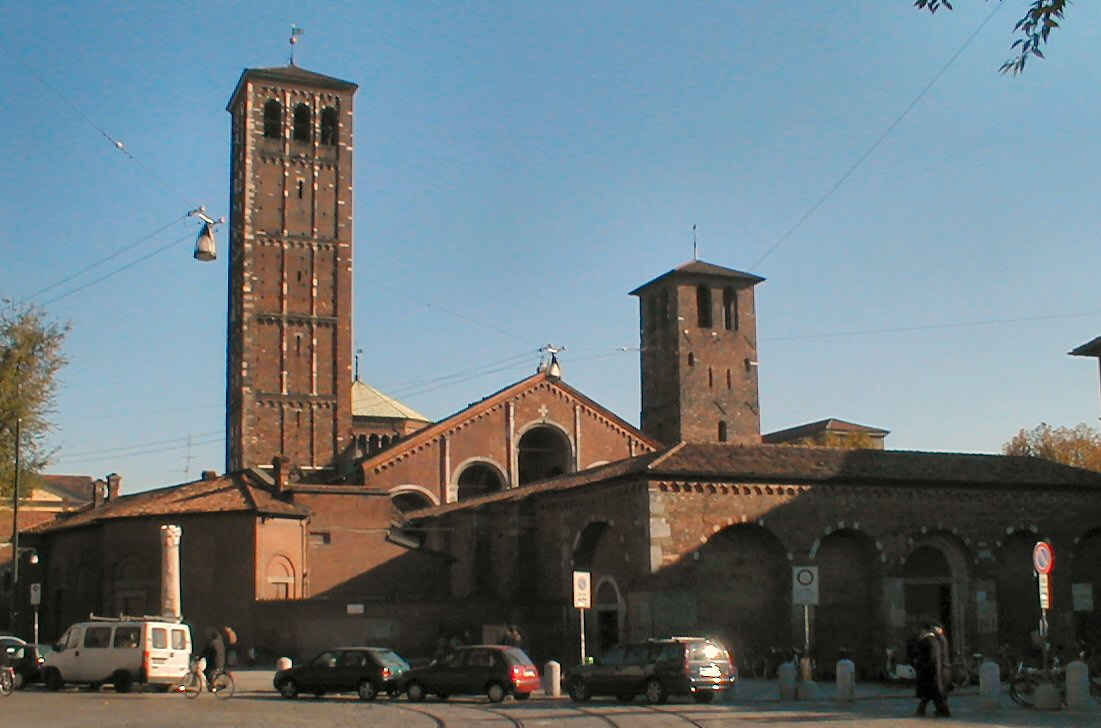
La Basilica di Sant'Ambrogio a Milano, dove Gabrio Maria Nava fu abate mitrato sul finire del Settecento

Gabrio Maria Nava nacque il 17 aprile 1758 a Barzanò nei confini della pieve di Missaglia (Lecco), da una famiglia nobile milanese. Suo padre Nicolò era capitano di cavalleria dell'armata imperiale asburgica, mentre sua madre era la nobildonna Antonia Gemelli. Suo fratello minore Francesco ricoprirà il luogo di vicario di provvisione prima della venuta dei napoleonici a fine Settecento.
Iniziò i propri studi presso i barnabiti per poi passare agli oblati, ove si perfezionò nello studio della filosofia, entrando a far parte della scuola di Brera e venendo consacrato dapprima diacono il 30 marzo e poi sacerdote il 25 maggio 1782 nel duomo di Como. Nel 1784 ottenne il dottorato in teologia presso l'Università degli Studi di Pavia, frequentando in questo stesso periodo anche dei corsi di due tra i più noti giansenisti, Pietro Tamburini e Giuseppe Zola.
A soli 26 anni venne nominato all'influente incarico di prevosto della basilica di Santo Stefano Maggiore a Milano, occupandosi prevalentemente dei problemi dell'educazione giovanile. Nel 1795, riconosciutigli grandi meriti nel suo campo e nella sua missione di pastore, venne trasferito alla Basilica di Sant'Ambrogio come abate mitrato, divenendo anche canonico metropolitano. Presso la basilica fondò uno dei primi oratori della diocesi, mediando nel contempo tra le requisizioni arbitrarie perpetrate dai francesi durante il periodo napoleonico e la cura dei più poveri e dei feriti come nel 1799 quando gli austro-russi fecero evacuare Milano al loro rientro.
Stimato dagli ambienti di curia di Milano, fu proprio l'arcivescovo Filippo Maria Visconti a volerlo con sé come rappresentante del clero milanese ai Comizi di Lione nell'inverno del 1801-1802, non solo per la sua grande conoscenza della lingua francese, ma anche per la sua conoscenza della diocesi e degli affari ecclesiastici. Il 20 dicembre 1801 era presente al capezzale dell'arcivescovo milanese a Lione.
Iscritto nel collegio dei sapienti nel dipartimento dell'Olona, fu nel contempo intimo del viceré Eugenio di Beauharnais ed elemosiniere di Napoleone Bonaparte nel Regno napoleonico d'Italia, dal quale ottenne anche il titolo di barone. Fu inoltre confessore personale della viceregina Maria Amalia.

### Vescovo a Brescia

#### Gloria e scontri sotto il regime napoleonico

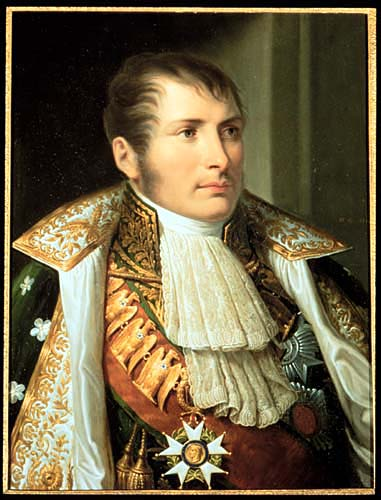
Il viceré napoleonico in Italia, il principe Eugène de Beauharnais, fu tra gli amici di monsignor Nava e colui che lo propose per la sede episcopale di Brescia

Fu proprio su proposta del principe Eugenio che il 15 aprile 1806 il Nava venne designato al ruolo di vescovo di Brescia, una delle diocesi più importanti nel panorama lombardo e seconda per dimensioni solo a Milano e di cui egli divenne inoltre il primo vescovo non di origini veneziane dopo oltre tre secoli. Venne consacrato vescovo a Milano il 1º novembre 1807 per mano dell'arcivescovo di Ravenna, mons. Antonio Codronchi ma poté fare il proprio ingresso solenne nella nuova diocesi solo il 17 gennaio 1808 nel frattempo amministrata da monsignor Pietro Angelo Stefani, vicario generale.
A Brescia il Nava si impegnò subito per una riforma dei seminari che erano chiusi dalle soppressioni napoleoniche del 1797. Grazie al suo intervento riprese l'edilizia per il culto ed anche l'attività educativa gestita dagli ecclesiastici, restaurando tutte le istituzioni del clero preesistenti alla rivoluzione, non mancando di lottare con l'autorità pubblica che pretendeva di avere giurisdizione sulla pubblicazione del catechismo. Ottenne inoltre che i chierici della sua diocesi non venissero coinvolti nel servizio militare anche grazie all'aiuto di due suoi nipoti che come lui avevano intrapreso la carriera ecclesiastica, Giovanni e Ambrogio Lurani.
Riorganizzò inoltre l'archivio della curia bresciana e nel 1808 inaugurò un'accademia di lettere e scienze dedicata a San Carlo Borromeo, di cui divenne il primo presidente.
Fedele alla causa del pontefice Pio VII che dal 1809 era prigioniero dei napoleonici a Savona, il Nava si rifiutò di presenziare a Parigi al matrimonio tra l'imperatore e l'arciduchessa Maria Luisa d'Asburgo-Lorena, nonostante vi fosse praticamente obbligato dalla sua carica e per questo addusse delle scuse.
Le tensioni tra il Nava e Napoleone si acuirono quando il 25 aprile del 1810 l'imperatore francese decise di sopprimere tutti gli ordini religiosi: il suo impegno per il mantenimento dello status quo delle cose non ebbe l'effetto voluto ma perlomeno consentì ai molti religiosi di abbandonare silenziosamente i conventi.
Partecipò invece al concilio nazionale di Parigi dal 17 giugno 1811 ove vennero convocati tutti i vescovi e arcivescovi dell'impero per dibattere sulle pretese del Bonaparte sui poteri di nomina degli ecclesiastici che Pio VII gli negava. Durante questo suo soggiorno in Francia, il Nava svolse l'incarico di segretario (assieme ad altri quattro vescovi) dell'assemblea e presenziò anche al battesimo del Re di Roma. Negli atti dell'assemblea, il vescovo di Brescia sottolineò la sua netta opposizione al gallicanesimo fortemente promosso e recuperato da Napoleone per propri fini di governo, limitandosi ad approvare i consueti omaggi di fedeltà previsti per la persona di un sovrano, senza entrare nel merito di questioni dottrinali. La riunione si risolse in un nulla di fatto, dal momento che i vescovi italiani si schierarono proprio con il Nava e per questo la riunione venne sciolta il 2 ottobre 1811.

#### La restaurazione

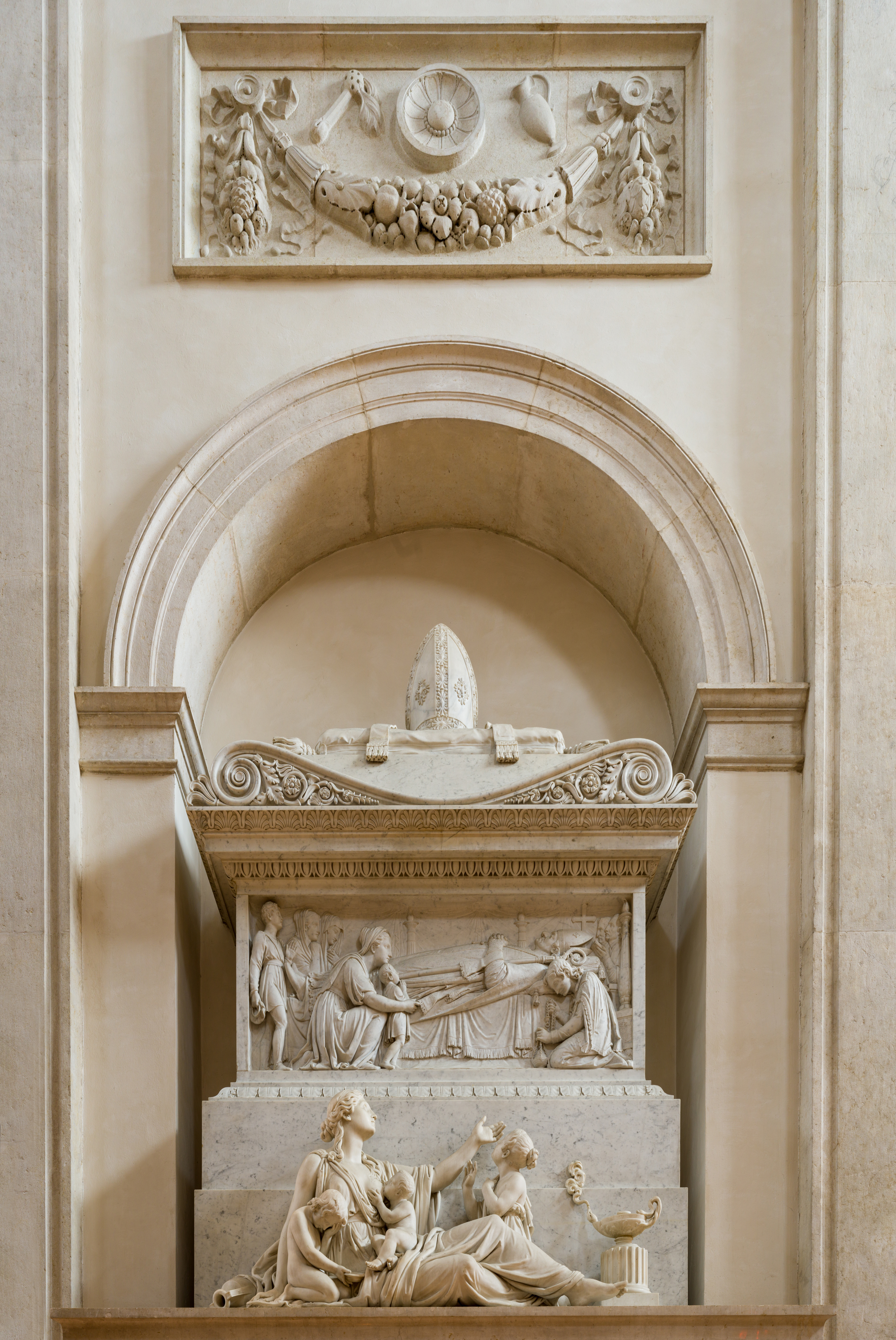
La tomba di Gabrio Maria Nava nel duomo nuovo di Brescia

Tornato a Brescia, il Nava tornò a prendersi cura della sua diocesi, portando avanti il completamento del duomo nuovo e del seminario maggiore cittadino, oltre ad un primo esempio di casa di riposo per preti anziani ed ammalati nonché una casa per donne sole, vedove e prostitute convertite. Con la caduta di Napoleone ed il rientro degli austriaci a Brescia ed in Lombardia, il Nava aderì subito al nuovo governo ed alle premesse di restaurazione.
Nel 1812 nominò come suo segretario Lodovico Pavoni (futuro santo), al quale consentì tuttavia di continuare a dirigere l'Oratorio. L'assistenza del Pavoni si dimostrò essenziale anche nella grande carestia che colpì la diocesi di Brescia nel 1815-1817.
Vicino alla sua gente, nel 1825 accolse a Brescia l'imperatore Francesco I e colse l'occasione per chiedergli clemenza per i condannati bresciani che si trovavano prigionieri nello Spielberg ed a Lubiana, tra i quali si trovavano anche suo cugino, il famoso patriota milanese Federico Confalonieri, Domenico Zamboni, Silvio Moretti ed Antonio Solera.
Morì il 2 novembre 1831 e fu sepolto nel Duomo nuovo di Brescia, laddove sulla cui tomba gli fu eretto un monumento funebre ad opera di Gaetano Matteo Monti

## Genealogia episcopale
La genealogia episcopale è:
- Cardinale Scipione Rebiba
- Cardinale Giulio Antonio Santori
- Cardinale Girolamo Bernerio, O.P.
- Arcivescovo Galeazzo Sanvitale
- Cardinale Ludovico Ludovisi
- Cardinale Luigi Caetani
- Cardinale Ulderico Carpegna
- Cardinale Paluzzo Paluzzi Altieri degli Albertoni
- Papa Benedetto XIII
- Papa Benedetto XIV
- Papa Clemente XIII
- Cardinale Francesco Saverio de Zelada
- Papa Pio VII
- Arcivescovo Antonio Codronchi
- Vescovo Gabrio Maria Nava